# Abre
Abre es el décimo álbum de estudio del músico argentino Fito Páez, editado en 1999. Luego de su frustrada relación laboral con Joaquín Sabina y el proyecto Enemigos íntimos, Páez vuelve a editar un disco con un repertorio de temas nuevos y de autoría propia, lo que no ocurría desde 1994 con la edición de Circo Beat.

## Historia
Es un álbum con canciones de letras largas y fuertes, donde la voz está por encima de la música y más notable que en discos anteriores. Está dominado por dos canciones de letras sobresalientes: "Al lado del camino" -primer corte de difusión- y "La casa desaparecida". A la distancia es considerado uno de los mejores discos de Páez.
El álbum fue presentado bajo el eslogan «Abre: pequeña teoría acerca del fin de la razón». La presentación en sociedad se hizo mediante un recital organizado por el propio Páez en el Teatro Maipo de Buenos Aires, evitando dar así una conferencia de prensa. Los medios periodísticos especializados, invitados especialmente para la ocasión, no dudaron en publicar que con este trabajo, Páez volvía a ser el de antes. «Se supone que soy un chico que ya tiene 36 años», dijo Páez, antes de comenzar con la presentación y largó con los doce temas de su flamante obra.
Ese mismo año presentó el disco ante su público, siendo la actuación más recordada la que grabara para la empresa de televisión satelital DirecTV y el canal HBO Olé, en conjunto con Milton Nascimento en el estadio Luna Park, para un exclusivo y privilegiado público que, mientras presenciaban la actuación, consumían comidas y bebidas hasta altas horas de la madrugada.

## Lista de canciones
| N.º   | Título                            | Duración |  |
| 1.    | «Abre»                            | 6:42     |  |
| 2.    | «Al lado del camino»              | 5:28     |  |
| 3.    | «Dos en la Ciudad»                | 5:42     |  |
| 4.    | «Es sólo una cuestión de actitud» | 4:50     |  |
| 5.    | «La casa desaparecida»            | 11:28    |  |
| 6.    | «Tu sonrisa inolvidable»          | 5:20     |  |
| 7.    | «Desierto»                        | 7:19     |  |
| 8.    | «Torre de cristal»                | 4:04     |  |
| 9.    | «Habana»                          | 5:47     |  |
| 10.   | «Ahí voy»                         | 5:53     |  |
| 11.   | «La despedida»                    | 4:57     |  |
| 12.   | «Buena estrella»                  | 4:26     |  |
| 71:56 |                                   |          |  |

## Integrantes

### Músicos
- Fito Páez: voz, piano y teclados
- Ulises Butrón: guitarras
- Gabriel Carámbula: guitarras
- Guillermo Vadalá: bajo, guitarras y teclados
- Shawn Pelton: batería y loops
- Claudio Cardone: teclados

### Músicos invitados
- Néstor Marconi: bandoneón en "La casa desaparecida"
- Lucho González: guitarra en "Tu sonrisa inolvidable"
- Hubert Reyes: percusión en "Tu sonrisa inolvidable"
- Anita Álvarez de Toledo: coros en "Abre" y "Torre de cristal"
- Frank Filipetti, Donna Kloepfer: coros en "Abre" y "Buena Estrella"
- Fito, Mucci, Alan, Máquina y Ale: coros en "La casa desaparecida"
- Jeff Kievit: trompeta
- Tim Ries: alto saxo
- Dave Mann: alto saxo
- Roger Rosenberg: barítono saxo
- Mike Davis: tenor trombones
- Herb Besson: bass trombones
- Robin Clark, Diva Gray, Curtis King, Mary Ellen Devaux, Tony Kadleck: trompetas
- Jim Hynes: trompeta
- Andy Snitzer: tenor saxo
- Rick DePofi: tenor saxo
- Lawrence Feldman: tenor saxo

### Datos técnicos
- Producido por Phil Ramone
- Todos los temas compuestos y arreglados por Fito Páez, excepto:
- Dos en la ciudad, arreglado por Fito Páez y Claudio Cardone - vientos arreglados y conducidos por Rob Mounsey.
- Habana, vientos arreglados y conducidos por Rob Mounsey.
- Es solo una cuestión de actitud y Ahí voy, vientos arreglados y conducidos por Rob Mathes.
- La casa desaparecida, arreglado por Fito Páez y Guillermo Vadalá, - vientos arreglados y conducidos por Rob Mathes.
- Tu sonrisa inolvidable, arreglado por Lucho Gonzalez.
- Producción ejecutiva y contratistas: JIll Dell'Abate (NYC) y Alejandro Avalis (BS.AS.).
- Grabado en Circo Beat Studios (BS.AS.) y Right Track Studios (NYC).
- Mezclado en Right Track Studios (NYC).
- Ingeniero de grabación y mezcla: Frank Filipetti.
- Ingenieros asistentes: Mariano Rodríguez, Marcelo Infante (BS.AS.) y Brian Garten (NYC)
- Asistencia Técnica: Horacio Faruolo, Hiper A. Rodríguez.
- Masterizado por Ted Jensen em Sterling Sound (NYC).
- Asistentes de producción: Macarena Amarante, Andrea Korosec y Ricardo Maril.
- Traductores: Hugo Trovato (BS.AS.) y Alan Colvert (NYC)
- Diseño de tapa: Ros
- Fotografía: Eduardo Martí
- Maquillaje: Oscar Mulet
- Peinado: Oscar (Roho)
- Asistencia producción fotográfica: Gonzalo Sierra